# Raffaele Spanò
Raffaelle Spanò ou Spano (Naples, 1817 - vers 1889) est un peintre italien.

## Biographie
Né à Naples, il poursuit ses études à l'Institut royal des beaux-arts de Naples. En 1833, il expose pour la première fois à l'Institut, et remporte cinq médailles d'argent jusqu'en 1843. À l'exposition de 1845, il gagne une médaille d'or de seconde classe pour: La Vierge à l'Enfant avec sainte Lucie et saint Lazare, tableau d'autel autrefois placé à l'église de Tous-les-Saints de Naples dans le borgo Sant'Antonio. Son tableau d'autel de La Vierge et les âmes du purgatoire appartient à l'église Santa Maria del Soccorso all'Arenella. En 1848, il reçoit une médaille d'or pour Jacob accolto da Labano con Rachele, autrefois au palais royal de Naples qui possédait aussi une Madonna col Bambino de Spano. En 1855, il remporte une médaille d'or de première classe pour un grand tableau figurant Abigaïl apaisant David, acquis par la Pinacoteca de Capodimonte. Il est aussi l'auteur d'une Madonna del Platano (1859); une Madonna (offerte au pape pour décorer l'édifice Pro Pontifice et Ecclesia). Il reçoit la commande de quatre grands tableaux pour la cathédrale de Smyrne Saint Pierre et Saint Paul, patrons de Smyrne; Saint Vincent de Paul et un autre de Saint Paul.Deux toiles sont commandées pour l'église Santa Lucia: L'Immaculée Conception et Saint François d'Assise; et à la chapelle du palais royal de Naples: Saint Janvier et Saint Boniface. À l'intérieur de l'église de la Nunziatella (dépendant de l'académie militaire de Pizzofalcone), on pouvait admirer un Saint François de Paule avec Mgr Girolamo degli Adorni. Parmi ses œuvres, l'on peut citer Thésée combattant le Minotaure, qui remporte une médaille d'argent de première classe, et Le Prophète Jérémie prédisant la ruine de Jérusalem, une médaille d'argent. Spanò est l'auteur d'une copie de Notre-Dame du Bon Conseil qui se trouve dans la basilique du-Bon-Conseil de Naples.
Il est fait chevalier de l'Ordre de la Couronne d'Italie, nommé membre correspondant de l'Académie des beaux-arts de Naples, de l'Académie royale Raffaello d'Urbino, professeur honoraire de l'Académie des beaux-arts de Naples, et membre du conseil de direction de cette Académie. Sa fille, Maria Spanò, fut également peintre.